# Патогенність
Патогенність (від грец. πάθος — біль, хвороба та грец. γένεσις — виникнення) — потенційна здатність мікроорганізму спричиняти захворювання. Ця властивість характеризує видові генетичні особливості мікроорганізму, його взаємовідносини з певним видом або видами інших організмів. Патогенність характеризується вираженою специфічністю, тобто здатністю одного виду мікроорганізму викликати певні клінічні та патоморфологічні зміни. Це обумовлюється біологічними та генетичними факторами. Патогенність залежить як від агресивності мікроорганізму (здатності проникати у клітини та органи, а також продукувати токсини), так і від виду та фізіологічного стану організму хазяїна. Для характеристики різних ступенів патогенності та її кількісного вираження застосовують термін вірулентність.
Біологічні агенти, яким властива патогенність, називають патогенами. Це можуть бути еукаріоти (гриби, найпростіші), прокаріоти (бактерії), неклітинні форми життя (віруси, віроїди), а також білки (пріони).